# سطاوالي
سطاوالي مدينة جزائرية تابعة لولاية الجزائر هي بلدية تابعة لدائرة زرالدة.

## الشواطئ
تحتضن هذه البلدية العديد من الشواطئ البحرية:
- شاطئ النخيل
- شاطئ سيدي فرج
- الشاطئ الأزرق
- شاطئ المنزه
- شاطئ موريتي
- شاطئ شيراطون
- شاطئ الساحل
- شاطئ طالاسو
- شاطئ الرياض
- شاطئ سرف

## أعلام
- أبو القاسم سعد الله
- كاتب أمازيغ

## مواضيع ذات صلة
- تاريخ ولاية الجزائر
- بلديات ولاية الجزائر
- دوائر ولاية الجزائر